# Скалд
Скалдът (на староскандинавски skald [ˈskald], по-късно skáld [ˈskɒ:ld], на съвременен исландски skáld [ˈskault]) е поет през викингската епоха и в средните векове (IX-XIII в.), който възпявал в строфи славните подвизи и велики дела на скандинавските владетели, а също така и увековечавал тяхното родословие.
Първите скалдове са норвежци, но мнозинството от скалдовете са с исландско произхождение. Познати са над 300 имена на скалдове в периода между 800 г. и 1200 г., започвайки от Браги Бодасон и стигайки до хронисти като Снори Стурлусон и Ари Торгилсон.